# Gustav Adolf Wislicenus
Gustav Adolf Wislicenus, född 20 november 1803 i Battaune vid Eilenburg, död 14 oktober 1875 i Zürich, var en tysk präst och teolog. Han var far till Johannes och Hugo Wislicenus, bror till Adolf Timotheus Wislicenus samt farbror till Walter Wislicenus.
Wislicenus blev 1821 teologie studerande i Halle. Samma år blev han medlem av stadens Burschenschaft och kom att åtalas för delaktighet i dess verksamhet; han dömdes till 12 års fästningsstraff men benådades 1829. Han återupptog sina studier och blev kyrkoherde 1834 i Kleineichstädt och 1841 i Halle. Där anslöt han sig till den av Leberecht Uhlich grundlagda föreningen Verein der protestantischen Freunde, populärt känd som Lichtfreunde. Föreningen, ursprungligen en samlingsplats för en moderat rationalistisk-liberal åskådning i motsats till tidens ortodox-pietistiska strömning, drevs av Wislicenus, som var influerad av den så kallade hegelska vänstern, i allt radikalare riktning. 
Särskilt betydelsefullt härför blev Wislicenus på föreningens sammankomst i Köthen 1844 hållna föredrag Ob schrift, ob Geist? (fyra upplagor inom ett år). Till följd därav suspenderades han och avsattes 1846, varefter han var predikant vid en nybildad fri församling i Halle. Genom skriften Die Bibel im Lichte der Bildung unserer Zeit (1853) ådrog han sig en på två års fängelse lydande dom, men flydde till USA, där han ett par år förestod en uppfostringsanstalt i Hoboken. År 1856 återvände han till Europa och blev skolföreståndare i Zürich. Han utgav sedermera Die Bibel für denkende Leser betrachtet (två band, 1863–64; andra upplagan 1866).